# Молдова на зимних Олимпийских играх 1994
Молдова принимала участие в Зимних Олимпийских играх 1994 года в Лиллехамере (Норвегия) в первый раз за свою историю, но не завоевала ни одной медали. Сборную страны представляли 2 спортсмена: 1 мужчина и 1 женщина.

## Результаты соревнований

### Биатлон
Мужчины
| Спортсмены    | Соревнование         | Стрельба    | Результат | Отставание | Место |
| ------------- | -------------------- | ----------- | --------- | ---------- | ----- |
| Василий Герги | Спринт               | 3 (2+1)     | 34:48.0   | +6:41.0    | 68    |
| Василий Герги | Индивидуальная гонка | 9 (1+4+1+3) | 1:16:30.4 | +19:05.1   | 70    |

Женщины
| Спортсмены     | Соревнование         | Стрельба     | Результат | Отставание | Место |
| -------------- | -------------------- | ------------ | --------- | ---------- | ----- |
| Елена Горохова | Спринт               | 7 (4+3)      | 35:04.1   | +9:55.3    | 69    |
| Елена Горохова | Индивидуальная гонка | 14 (3+3+4+4) | 1:13:33.1 | +21:26.5   | 68    |